# Mireya Luis
Mireya Luis Hernández (* Camagüey, Cuba 25 de febrero de 1967 - ), es una jugadora cubana de voleibol, reconocida como una de las mejores de todos los tiempos.[cita requerida] Fue miembro del equipo nacional dieciocho años consecutivos como una de sus principales figuras.

## Inicios
Con solo 14 años intervino en un Campeonato Nacional de primera categoría, certamen en el que resultó elegida como la mejor atacante. Es conocida como una de las mujeres que mayor poder de salto tiene en el planeta, ya que desde su debut como jugadora alcanzaba alturas por encima de los 3 metros.

## Trayectoria internacional
Su primera experiencia internacional fue a los 17 años de edad en los Juegos Panamericanos de Caracas en 1983, donde Cuba se llevó la medalla de Oro en voleibol femenino.
Desde ese momento se hizo muy conocida en todo el planeta, especialmente en Asia donde tiene gran número de seguidores.
Solo tres semanas después de dar a luz participó en el Campeonato Mundial de Voleibol de Checoslovaquia 1986, guiando a su equipo al subcampeonato mundial.
Durante muchos años fue la capitana de la selección cubana, cuyas integrantes eran conocidas como las “Morenas del Caribe” e hicieron disfrutar a las multitudes gracias a un sistema de juego más agresivo y veloz que el común.
Fue seleccionada entre las mejores jugadoras de voleibol del siglo pasado.

## Aun activa
Al retirarse empezó a formar parte de la Comisión de Atletas del Comité Olímpico Internacional, aceptando una petición de Juan Antonio Samaranch, en aquel entonces director del Comité Olímpico Internacional (COI).
Luego se integró a la Comisión de Solidaridad Olímpica y se desempeñó como vicepresidenta de la Comisión Nacional de Atención a Atletas del Comité Olímpico Cubano (COC). Fue comentarista de la Fox durante los Juegos Olímpicos de Río de Janeiro 2016, donde lanzó su biografía.

## Premios y honores
- Copa Mundial de Voleibol, 1989, medalla de Oro (MVP, mejor atacadora, Equipo ideal)
- Copa Mundial de Voleibol, 1991, medalla de Oro (mejor atacadora, Equipo ideal)
- Juegos Olímpicos de Barcelona, 1992, medalla de Oro (Equipo ideal)
- Grand Prix de Voleibol, 1993, medalla de Oro (MVP, mejor atacadora)
- Grand Prix, 1994, medalla de Plata (mejor atacadora)
- Campeonato Mundial de Voleibol, 1994, medalla de Oro (mejor atacadora)
- Grand Prix de Voleibol, 1995, medalla de Bronce
- Copa Mundial de Voleibol, 1995, medalla de Oro (MVP, mejor atacadora)
- Juegos Olímpicos de Atlanta, 1996, medalla de Oro
- Grand Prix de Voleibol, 1997, medalla de Plata
- Grand Prix de Voleibol, 1998, medalla de Bronce
- Campeonato Mundial de Voleibol, 1998, medalla de Oro
- Grand Prix de Voleibol, 2000, medalla de Oro
- Juegos Olímpicos de Sídney, 2000, medalla de Oro

- Datos: Q242799